# Gonomyia nansei
Gonomyia nansei är en tvåvingeart som beskrevs av Alexander 1930. Gonomyia nansei ingår i släktet Gonomyia och familjen småharkrankar. Inga underarter finns listade i Catalogue of Life.